# Epigonion
Das Epigonion (altgriechisch ἐπιγόνειον epigóneion) war ein Saiteninstrument in der griechischen Antike. Erfunden oder zumindest verbreitet wurde es von dem Musiker Epigonus von Ambracia in Epirus. Es war möglicherweise eine Kastenzither, die der Musiker waagrecht auf seinen Knien spielte, ähnlich wie das mittelalterliche Psalterium.

## Geschichte
Das Epigonion ist nur von griechischen Vasenbildern und antiken Beschreibungen her bekannt, wie  der Beschreibung des Athenaios (S. 183c) oder des Polydeukos. Archäologische Funde wie bei Kithara und Lyra wurden bisher nicht gemacht. Juba II., König von Mauretanien behauptete, dass Epigonus von Ambracia das Instrument aus Alexandria mitbrachte: Er zupfte es mit beiden Händen und begleitete seine eigene Stimme und eine Gruppe von anderen Instrumenten. 

## Spielweise
Der Musikant spielte das über 40-saitige Epigonion mit beiden Händen zupfend wie beim Psalter oder mit dem Plektron und unterstrich den eigenen Gesang.

## Rekonstruktion
2008 hatte Francesco De Mattia vom Conservatorio di Musica in Salerno mit seinen Mitarbeitern im Rahmen des Projekts Ancient Instruments Sound/Timbre Reconstruction Application (ASTRA) ein solches Instrument im Computer virtuell rekonstruiert und berechnete seinen Klang. Dabei orientierte er sich auch an Psalter und Harfen. Das Ergebnis war ein vierstimmiges Musikstück. Für die Berechnung waren hunderte von Großrechnern zu einem Grid miteinander verknüpft worden.